# Gli sdraiati (romanzo)
Gli sdraiati è un romanzo dell’autore italiano Michele Serra pubblicato nel 2013.
Dal libro è stato tratto il film omonimo del 2017 diretto da Francesca Archibugi.

## Trama
Il narratore della storia, un cinquantenne borghese di sinistra, padre separato, è preoccupato per la piega che sta prendendo la vita del figlio adolescente Stefano, che gli sembra sempre più indolente e apatico. Come estremo tentativo di recuperare un rapporto costruttivo, vorrebbe fare insieme a lui un'escursione al Colle della Nasca, un luogo significativo della sua gioventù.
Le conversazioni con le persone che hanno a che fare con il figlio (gli amici, gli insegnanti, il tatuatore) lo lasciano sconcertato perché gli fanno percepire aspetti della personalità di Stefano che ignorava o che comunque fatica a comprendere.
Un giorno il figlio accetta finalmente di andare con lui al Colle della Nasca. Nella prima parte della salita il giovane arranca, poi il padre si distrae, perso nei suoi pensieri, e quando torna in sé si accorge che Stefano l'ha sopravanzato. Capisce allora che il figlio troverà la sua strada nel mondo e si sente sollevato.

## Accoglienza
Gli sdraiati ha riscosso un enorme successo commerciale. In Italia, il romanzo ha venduto circa 500 000 copie.

## Edizioni
- Michele Serra, Gli sdraiati, Milano, Feltrinelli, 2013, ISBN 978-88-07-01834-3.
- Michele Serra, Gli sdraiati, Milano, Mondolibri, 2014.
- Michele Serra, Gli sdraiati, collana Universale economica, n. 8575, Milano, Feltrinelli, 2015, ISBN 978-88-07-88575-4.